# محمد دوم (قرطبه)
محمد دوم (عربی: محمد الثاني، المهدی؛ ۱ ژانویهٔ ۹۷۶ – ۲۳ ژوئیهٔ ۱۰۱۰)، چهارمین خلیفه امویان اندلس بود که به مدت ۴ ماه بر اندلس حکومت کرد و سرانجام کشته شد و به جای او سلیمان دوم به خلافت رسید.